# Stalagmite

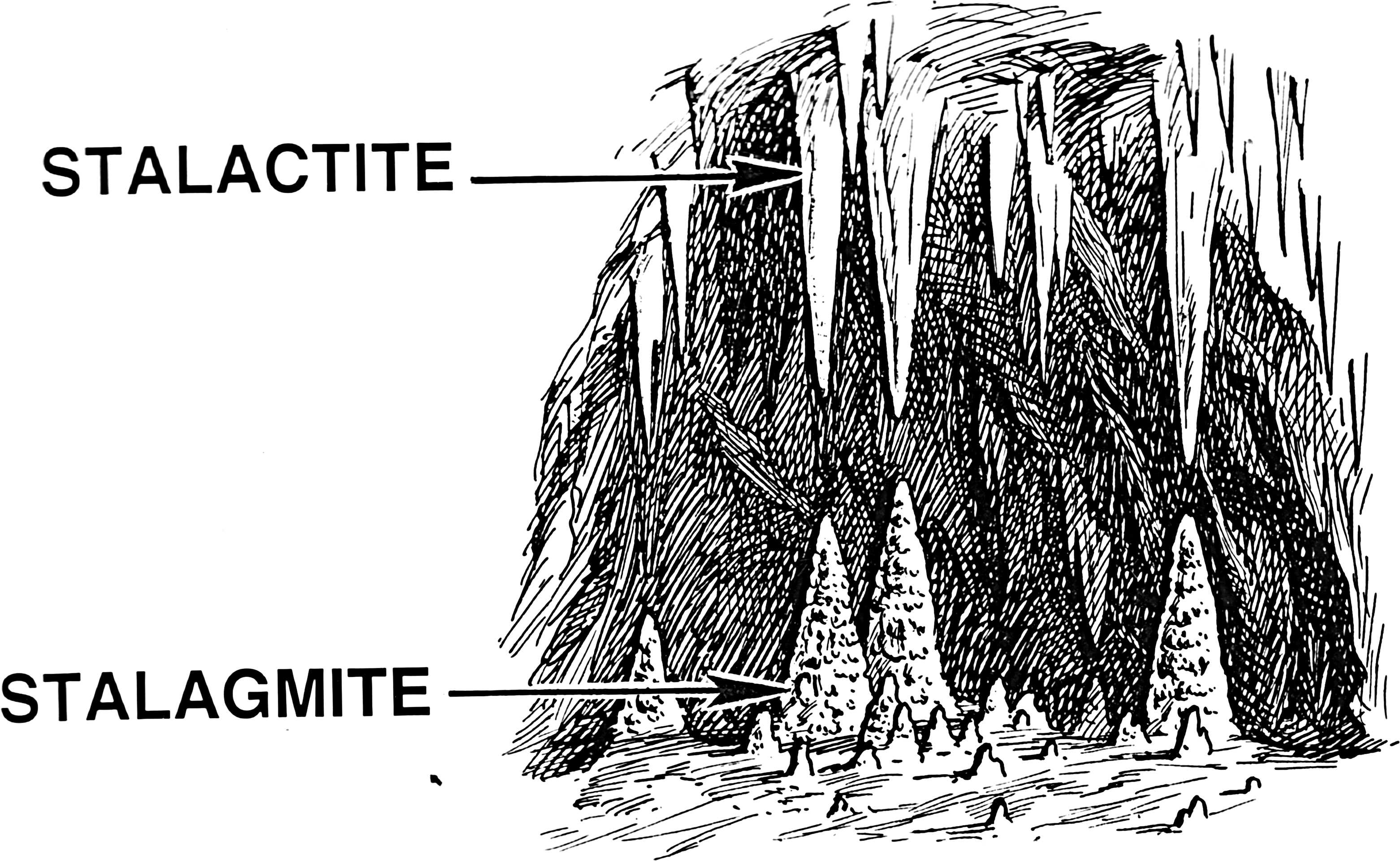
Stalactite et stalagmite

Une stalagmite est un spéléothème de concrétionnement qui se forme sur le sol des grottes et des souterrains par la chute lente et continue d'eau (calcaire ou non) et par « l'effet splash » de celles-ci.
Lorsque la stalagmite, en poursuivant sa lente croissance, rejoint la stalactite qui se forme au plafond de la grotte, les deux concrétions se soudent progressivement et forment ainsi un véritable pilier stalagmitique, ou colonne.

## Étymologie et définition
Le mot a été formé au XVIIe à partir du grec σταλαγμός / stalagmós, « écoulement goutte à goutte »,.
Selon le site du dictionnaire Larousse, une stalagmite est constituée par le calcaire encore dissous dans les gouttes d'eau qui tombent sur le sol. Lorsque celui-ci est situé au-dessous d'une stalactite, ces deux éléments se finissent par se rejoindre, formant ainsi une colonne.
Un moyen mnémotechnique permet de différencier la stalagmite et la stalactite : le « m » dans « stalagmite » rappelle la première lettre du verbe « monter » ; et le « t » correspondant dans « stalactite » rappelle la première lettre du verbe « tomber ».

## La formation des stalagmites

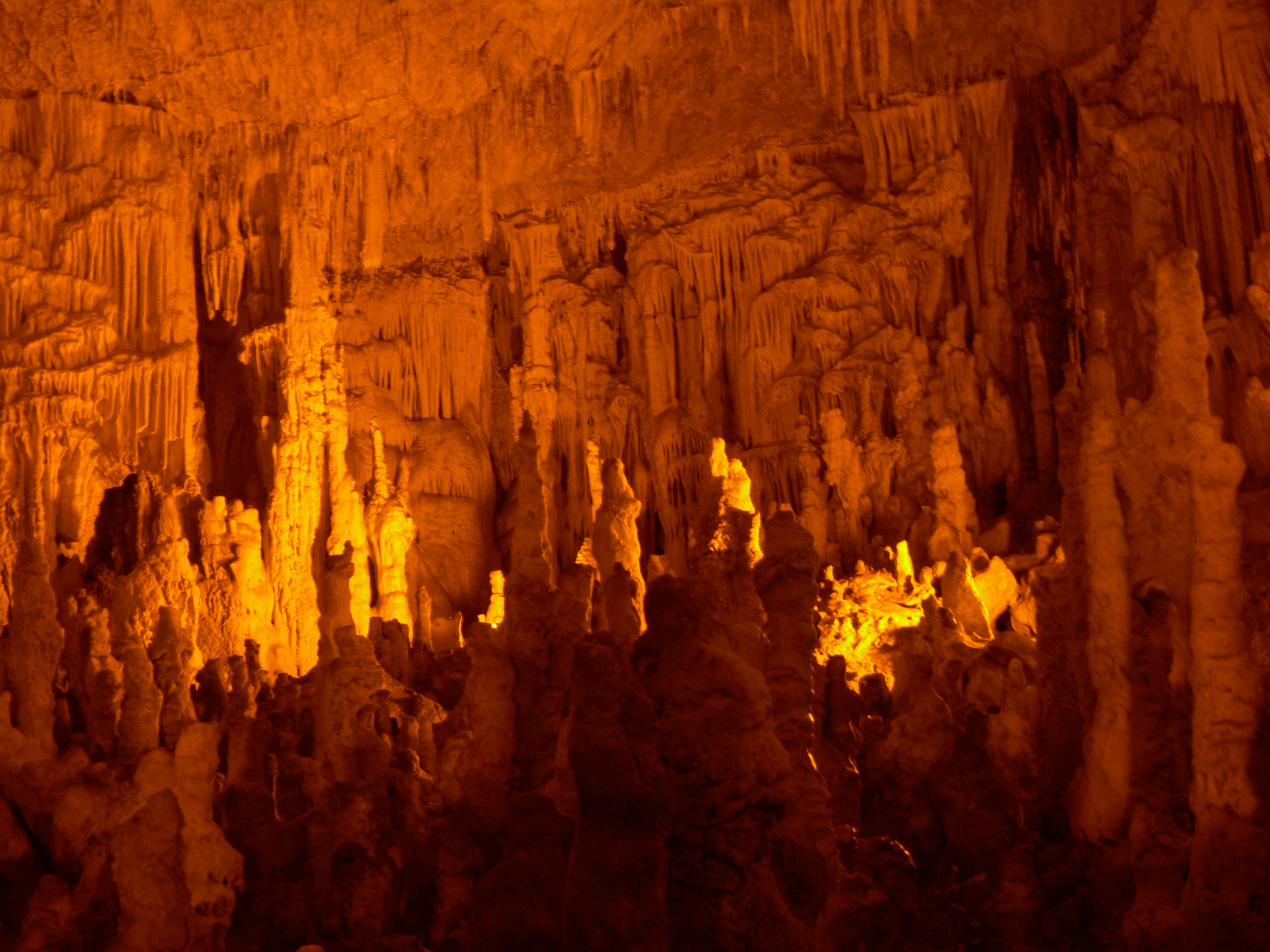
Stalagmites à Ioannina, Grèce (2007).

Les stalagmites ainsi que les stalactites se forment grâce à des réactions chimiques acido-basiques : ce sont des réactions caractérisées par le transfert d'un ou plusieurs ion(s) hydrogène H+ entre ses réactifs.
L'air qui entre dans l'aven est chargé de dioxyde de carbone CO2 qui se dissout dans les eaux de ruissellement. Lorsqu'elles traversent les roches calcaires (constitués de carbonate de calcium CaCO3), le CO2 réagit avec les ions carbonate CO32− pour former des ions hydrogénocarbonate HCO3−.
Équation de la réaction :
{\displaystyle {\ce {{CO2}+{H2O}+{CO3^{2-}}\rightarrow 2HCO3^{-}}}}
Les ions hydrogénocarbonate constituent le solide ionique hydrogénocarbonate de calcium Ca(HCO3)2 qui est soluble dans l'eau contrairement au carbonate de calcium.
Interprétation de l'équation : 
La roche calcaire (présente dans les réactifs) est consommée par la réaction chimique ce qui aboutit à la formation de fissures puis de cavernes, étant donné que la roche calcaire se dissout progressivement.
Ensuite, les eaux de ruissellement arrivent dans l'aven chargées d'ions HCO3− mais la particularité de cette espèce est qu'elle est ampholyte. Ainsi elle est capable de réagir avec elle-même et c'est ce qui se produit. Une espèce ampholyte est une espèce qui constitue la base d'un couple acido-basique et l'acide d'un autre couple.
Équation de la réaction :
{\displaystyle {\ce {{HCO3^{-}}+{HCO3^{-}}\rightarrow {CO2}+{H2O}+{CO3^{2-}}}}}
Enfin, lorsqu'une goutte d'eau stagne au plafond ou tombe au fond de l'aven, le dioxyde de carbone qui était dissous quitte petit à petit la solution et les ions CO32− réagissent alors avec les ions calcium (II) Ca2+ (contenus dans le calcaire de la paroi) pour donner du calcaire solide CaCO3.

## Enregistrement du passé
Des chercheurs ont tenté d'utiliser les stalactites ou stalagmites comme traceurs de modifications climatiques passées. Ce travail de recherche est rendu délicat par le fait que leur composition peut être modifiée par d'autres facteurs biogéographiques ou de simples modifications du cours de l'eau ou de sa vitesse de circulation liée à la tectonique ou simplement à l'érosion. 

Quelques photos de concrétions de type stalagmite
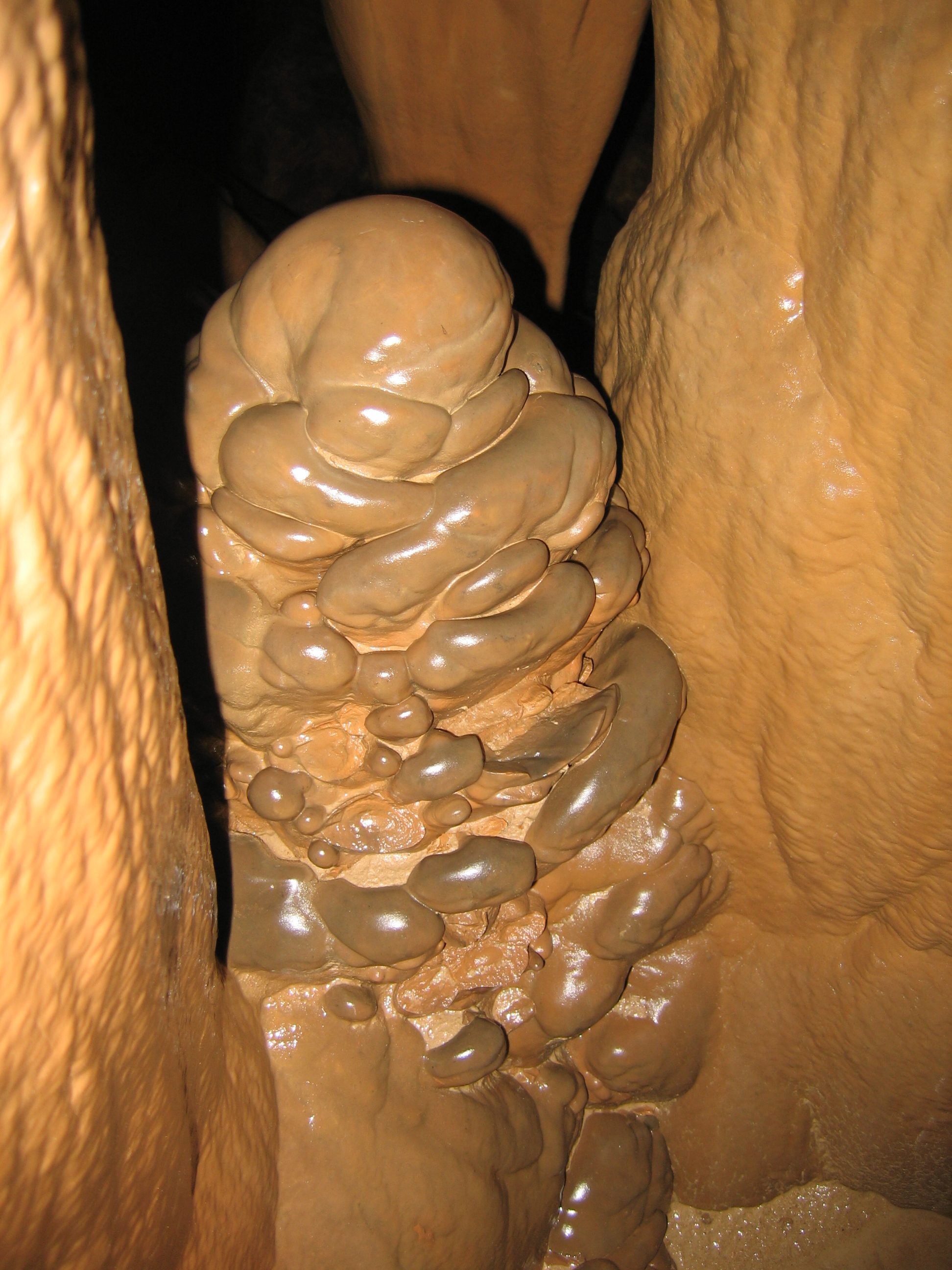
Stalagmite en formation (Hérault).
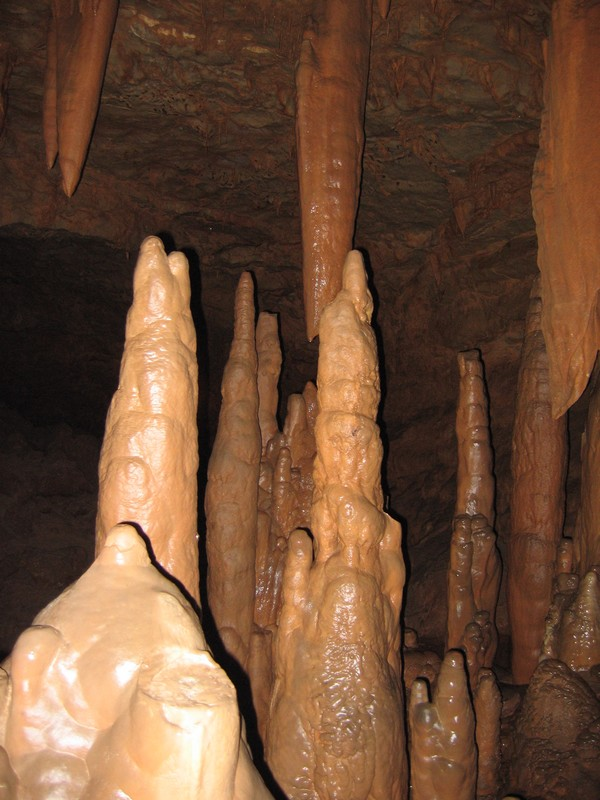
Concrétions diverses (Hérault).
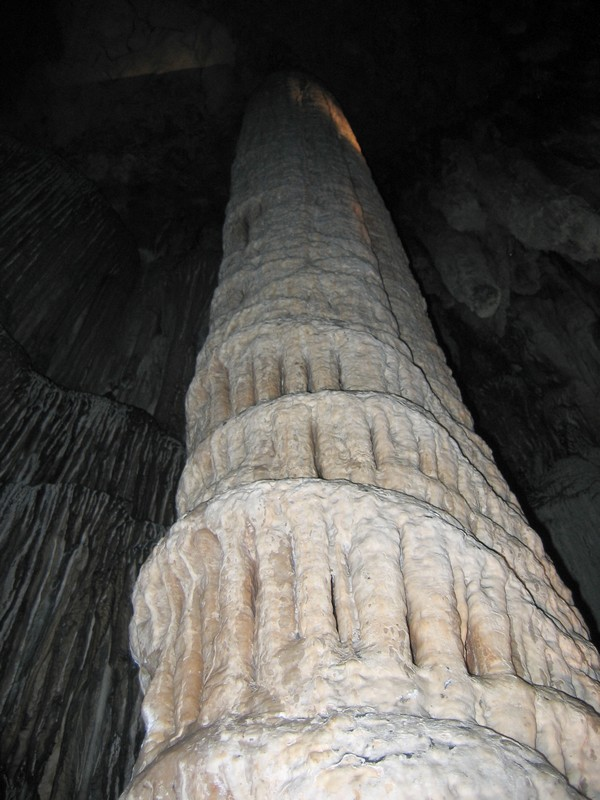
Pilier stalagmitique (Gard).
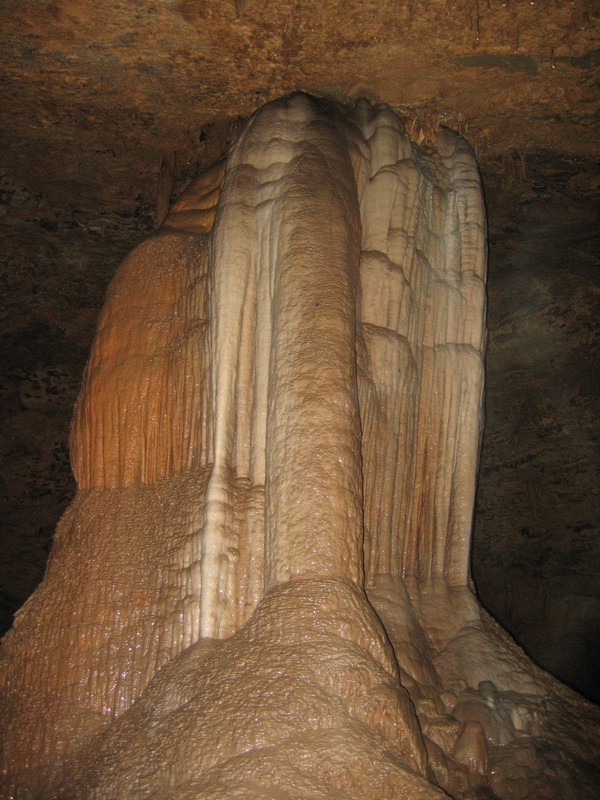
Pilier stalagmitique (Hérault).
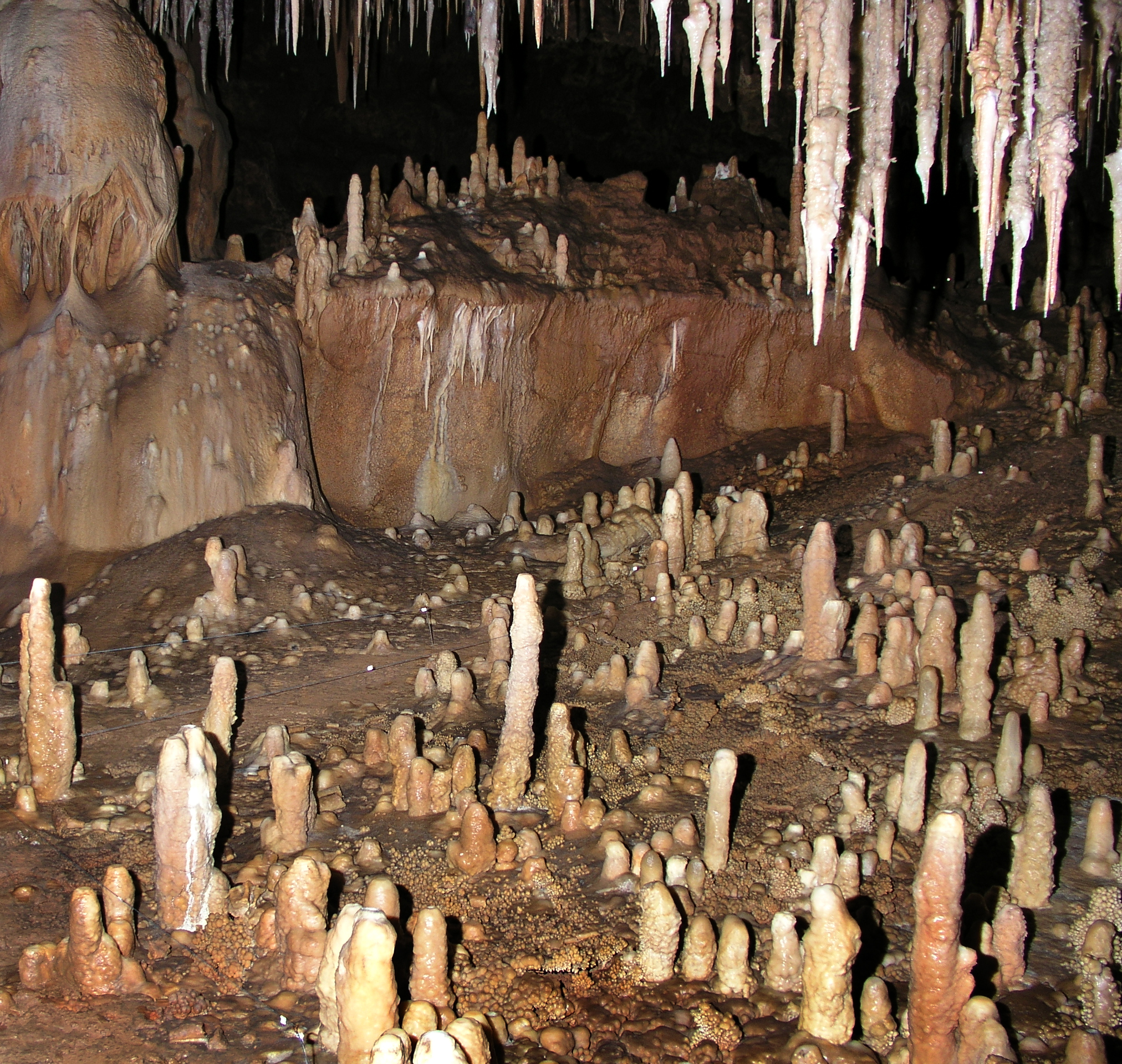
Stalagmites de l'aven de Noël (Ardèche).
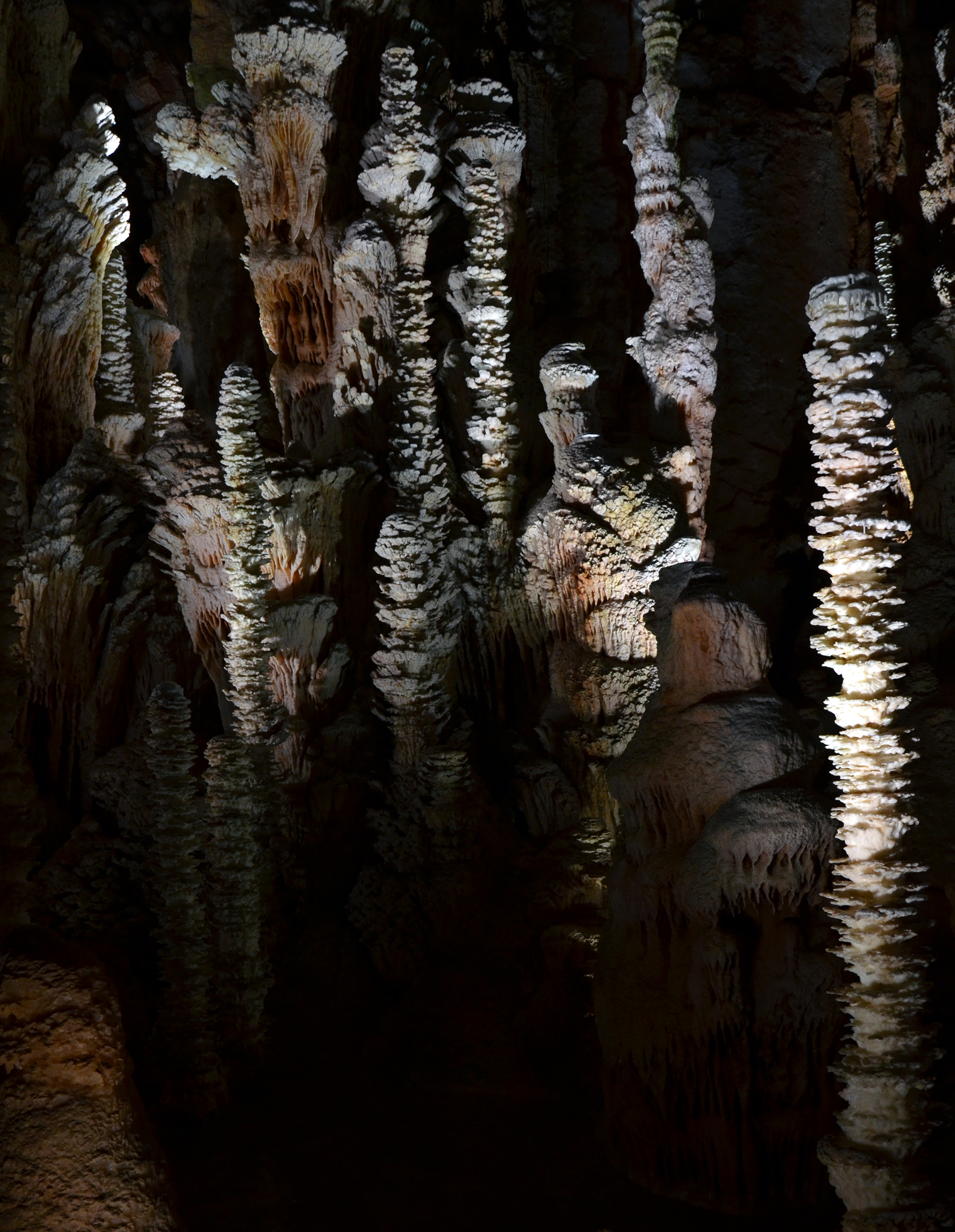
Stalagmites en pile d'assiettes de l'aven Armand (Lozère).
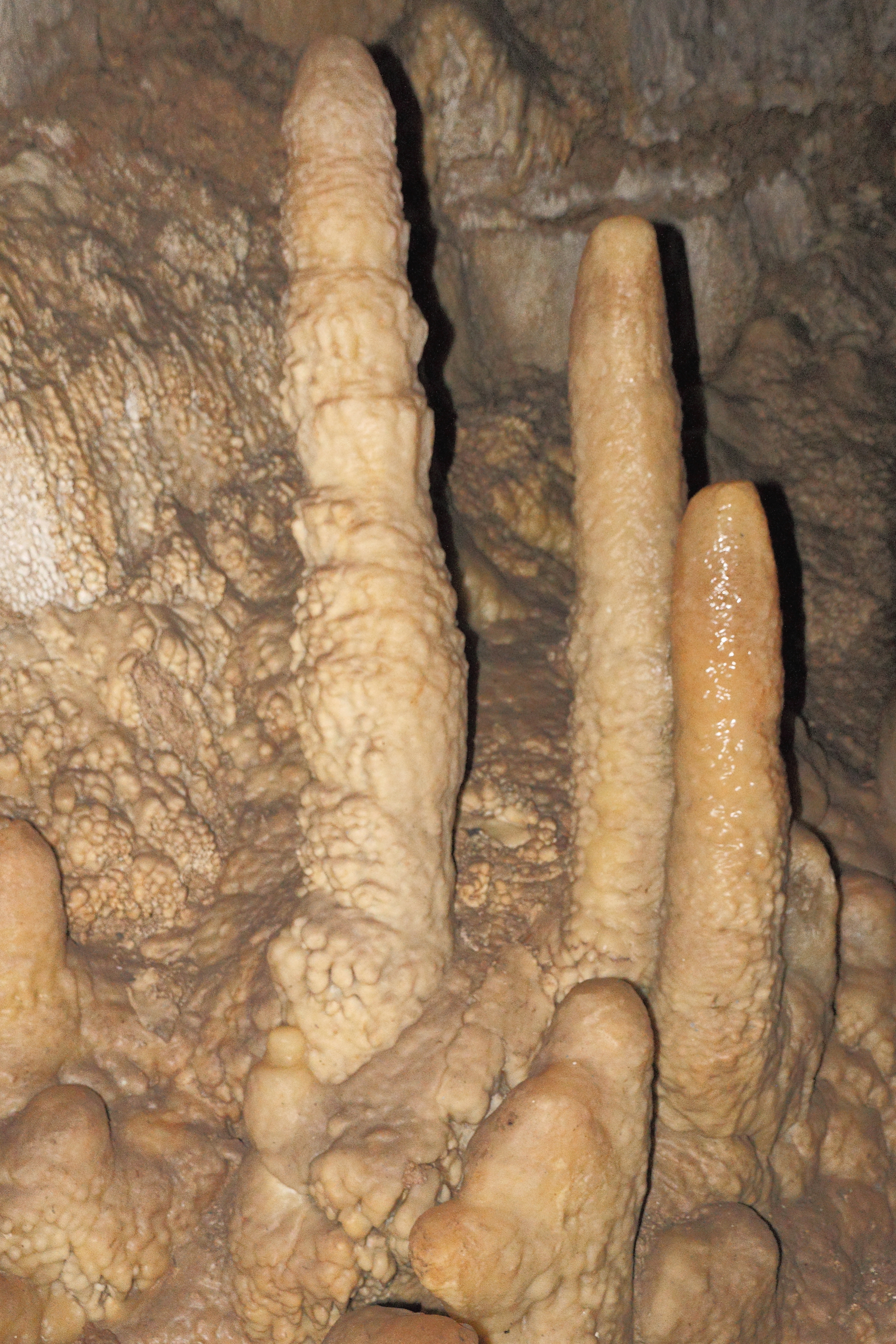
Stalagmites de New Athos, Abkhazie
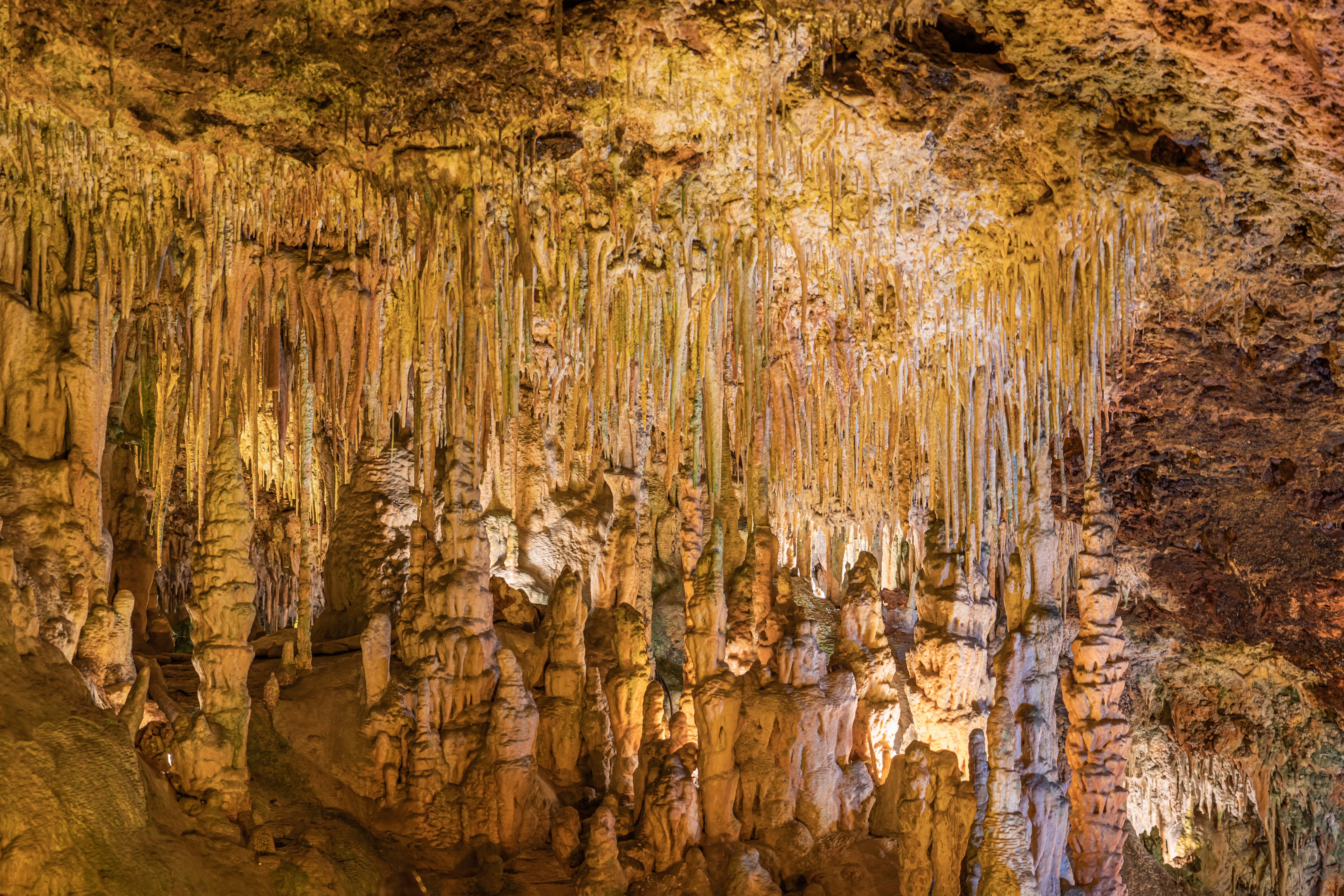
Stalagmite de la grotte dels Hams, Espagne